# Akestorides (Autor)
Akestorides war ein antiker Mythograph, über dessen Biographie und Lebenszeit nichts bekannt ist.
Die einzigen erhaltenen Informationen über sein Werk stammen aus der Bibliotheke des Photios I. aus dem 9. Jahrhundert. Den darin gemachten Angaben zufolge handelte es sich um eine Sammlung von Mythen und kuriosen historischen Begebenheiten in vier Büchern, gegliedert nach den Städten, auf die sie sich beziehen. Photios las den Text in einer Sammelhandschrift gemeinsam mit dem eines Sotion und dem Werk des Nikolaos von Damaskus über Sitten exotischer Völker. Er kommentiert, ein Großteil des Inhalts wie auch der Sprachstil des Akestorides hätten den Werken seiner Vorgänger entsprochen, es hätte aber auch einige inhaltliche Abweichungen gegeben. Zudem vermutet Photios, der Verfasser habe mit der Betitelung seines Werkes als „Mythen“ wohl weniger die Historizität der enthaltenen Geschichte in Abrede stellen als vielmehr deren Interesse und Unterhaltungswert betonen wollen.
Daher vermutet Eduard Schwartz, dass Akestorides’ Werk mehr oder minder dem des Konon – das ebenfalls nur fragmentarisch erhalten ist – entsprochen und verschiedene kuriose Geschichten, Informationen und historische Einzelheiten enthalten habe. Felix Jacoby geht ebenfalls davon aus, dass es sich um eine Sammlung wundersamer Geschichten (altgriechisch παράδοξα) gehandelt habe, wie sie in der Antike häufiger verfasst wurden – auch wenn die Schrift des Akestorides selbst gerade nicht diesen Titel trug.
Neben Photios erwähnt sonst nur noch Johannes Tzetzes im 12. Jahrhundert das Werk des Akestorides als Beispiel für einen Text, in dem sich besonders unglaubliche Kuriositäten gefunden hätten. Er gibt aber keine weiteren Informationen und hat den Namen des Verfassers vermutlich nur von Photios oder einer anderen Quelle übernommen.
In der Forschung wird Akestorides gewöhnlich in die nachchristliche Zeit datiert.